# Tessel Blok
Tesselschade (Tessel) Blok (Nederhorst den Berg, 1 december 1958) is een Nederlands radio- en tv-maakster, voornamelijk werkzaam voor de VPRO. 

## Biografie

### Opleiding
Blok zat op het Roland Holst College in Hilversum en deed staatsexamen bij de LOI.

### Loopbaan
Haar werkzame leven begon ze in 1978 bij de Toonder Studio's, waar ze uiteenlopende hand-en-spandiensten verrichtte en tot 1980 werkte. In 1983 begon ze als journalist te werken voor de VPRO. Voor deze omroep heeft ze de productie en presentatie van diverse radio- en televisieprogramma's verzorgd. Zij was onder meer betrokken bij de productie van de radioprogramma's Welingelichte Kringen, Een uur Ischa, Het Gebouw, Radio Nieuwsdienst VPRO, De Ochtenden en Noorderlicht en het tv-programma Buitenhof.
Blok was presentatrice van het dagelijkse Radio 1-programma Villa VPRO (in de periode 2008-2013). In 2013 werd ze als gevolg van een bezuinigingsronde bij de publieke omroep ontslagen bij de VPRO. Daarna ging ze freelance werken, en weer voornamelijk voor deze omroep. In december 2014 interviewde ze Alexander Münninghoff voor het Marathoninterview. Ze is ook een van de presentatoren van het onderzoeksjournalistieke radioprogramma Argos (VPRO en HUMAN) en invaller bij de presentatie van het radioprogramma Bureau Buitenland. Voor Omroep MAX heeft ze een aantal malen Twee Dingen en Nieuwsweekend gepresenteerd.
Blok leent haar stem ook aan radio- en televisiedocumentaires en luisterboeken.

## Familie
Tessel Blok is dochter van historicus Dick Blok en Henny Gazan, en via moederskant een kleindochter van Stella Fontaine. Tevens is ze een jongere zus van presentatrice en actrice Dieuwertje Blok.